# Tetrazygia ekmanii
Tetrazygia ekmanii är en tvåhjärtbladig växtart som beskrevs av Ignatz Urban. Tetrazygia ekmanii ingår i släktet Tetrazygia och familjen Melastomataceae. Inga underarter finns listade i Catalogue of Life.